# Pedro José Maria da Piedade de Alcântara Xavier de Lancastre

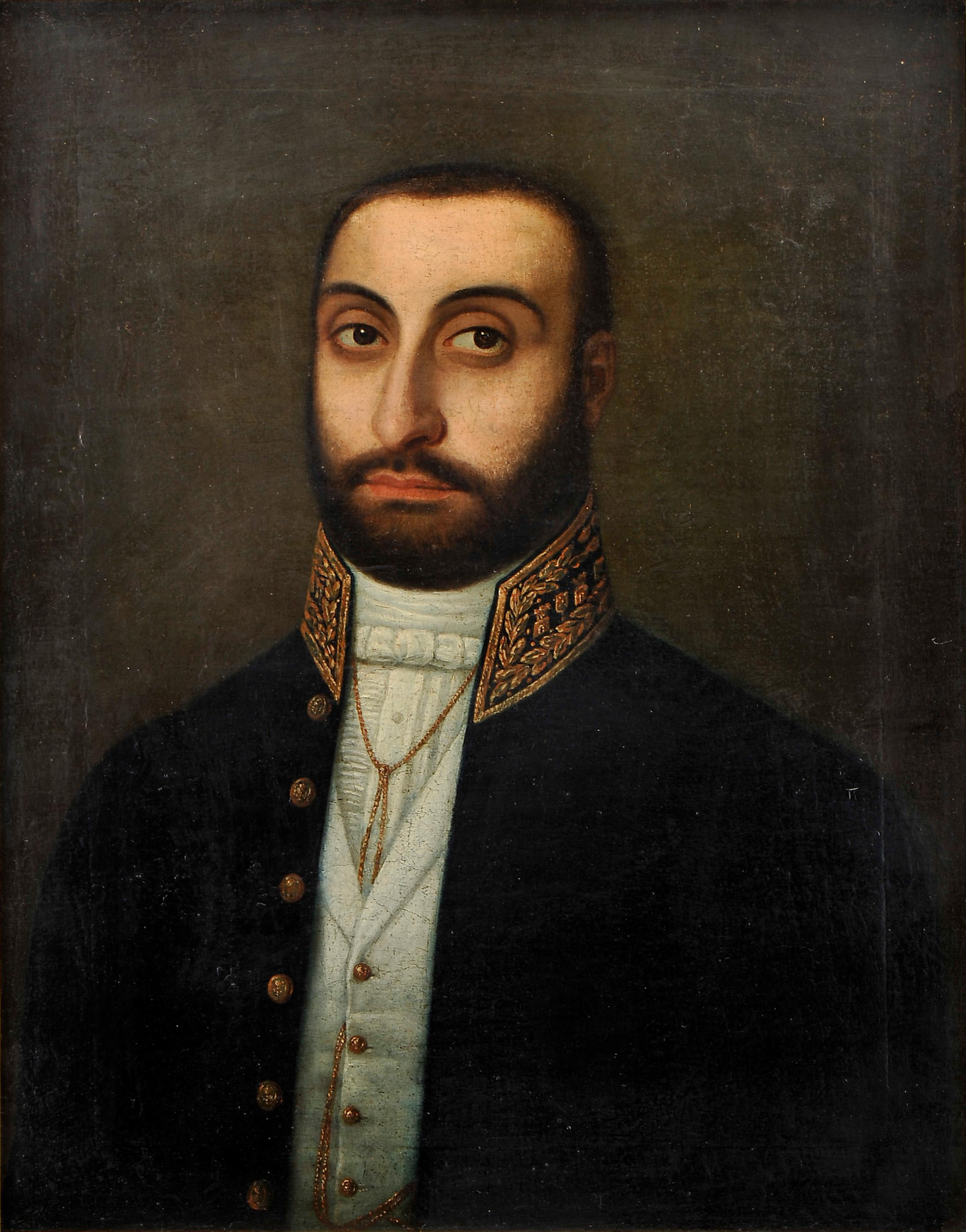
Retrato de D. Pedro de Lancastre, 7.º Marquês de Abrantes, 1850, António Manuel de Santa Bárbara

D. Pedro José Maria da Piedade de Alcântara Xavier de Lencastre nasceu em 22 de outubro de 1816 e morreu em 2 de setembro de 1847), sendo o 7.º marquês de Abrantes. 
D. Pedro Maria da Piedade de Alcântara Xavier de Lancastre, conde de Penaguião e conde de Vila Nova de Portimão, foi apoiante dos miguelistas. Julgado quando da vitória liberal, foi absolvido pelo Conselho de Guerra. 
Par do reino em 1842, por sucessão de seu avô, por já ter falecido seu pai. Não deixando herdeiros, ficou o título extinto. 